# Brorsens komet
Brorsens komet eller 5D/Brorsen är en komet som upptäcktes 26 februari 1846 av den danske astronomen Theodor Brorsen i Kiel.
Brorsens perihelium var den 25 februari, bara en dag före dess upptäckt, och närmade sig jorden efter det och kom som närmast den 27 mars på ett avstånd av 0,52 AU. Som ett resultat av detta kom kometens koma att öka i storlek. Johann Friedrich Julius Schmidt uppmätte den till 3-4 bågminuter den 9 mars och 8-10 bågminuter den 22:a samma månad. Vid den sista observationen befann den sig 20 grader från stjärnhimlens nordpol. Vid slutet av sitt framträdande hade man beräknat dess omloppstid till 5,5 år. Man upptäckte att en närkontakt med Jupiter 1842 hade skickat den i den upptäckta omloppsbanan.
Kometens omloppstid på 5,5 år betydde att dess framträdande skulle komma att alternera mellan goda och dåliga observationsförhållanden. Som väntat missade man därför dess framträdande 1851 då kometen aldrig kom närmre än 1,5 AU från jorden.
Kometens omloppsbana var fortfarande osäker, och värre var närkontakten med Jupiter 1854. 1857 hittade Karl Christian Bruhns en komet den 18 mars. Strax hade man beräknat dess omloppsbana och fann att det var 5D/Brorsen och att den nu kom tre månader fel. Kometen följdes fram till juni 1857.
Man missade kometen 1862 och nästa observation var 1868. En närkontakt med Jupiter förkortade dess omloppstid på ett sådant sätt att den åter blev synlig 1873. Ett mycket fördelaktigt framträdande skedde 1879, vilket tillät att kometen kunde observeras under fyra månader. På grund av dåliga observationsförhållanden missade man kometen 1884 och missades igen 1890 då framträdandet borde ha varit fördelaktigt. Nästa fördelaktiga framträdande skulle ha varit 1901, men ingen kunde finna kometen.
Nästa seriösa försök till observation gjordes av Brian Marsden, som trodde att kometen tynat bort. 1973 var ett år då man beräknade att observationsförhållandena var gynnsamma. Japanska observatörer gjorde intensiva insatser för att hitta kometen, men fann inget. Kometen betraktas idag som förlorad.